# Crist Negre
El Crist Negre o Natzarè Negre és una estàtua de mida natural de Jesús de Natzaret portant la Santa Creu. La imatge està consagrada a la Basílica Menor del Crist Negre del districte de Quiapo a Manila, la capital de Filipines.

## Història
Es considera que la imatge va ser esculpida per un artista mexicà anònim al segle xvi i després portada a les Filipines el 1606. Representa Jesús camí de la seva crucifixió. La creença popular afirma que tocar físicament la imatge pot concedir miracles i curar malalties. La imatge original o la seva rèplica es treu en processó tres vegades a l'any:
- 9 de gener: Festa del Crist Negre, el vuitè dia de la tradicional Festa del Santíssim Nom de Jesús, que és la dedicació original de l'església de Quiapo. Està declarada com a festa litúrgica nacional.[6]
- «Traslación» és el nom de la processó que recrea el trasllat de la imatge des d'Intramuros.[7]
- Divendres Sant: commemoració de la culminació de la Passió de Jesús.
- 31 de desembre: cap d'any, que marca l'inici de la novena.[4][8][9][10]

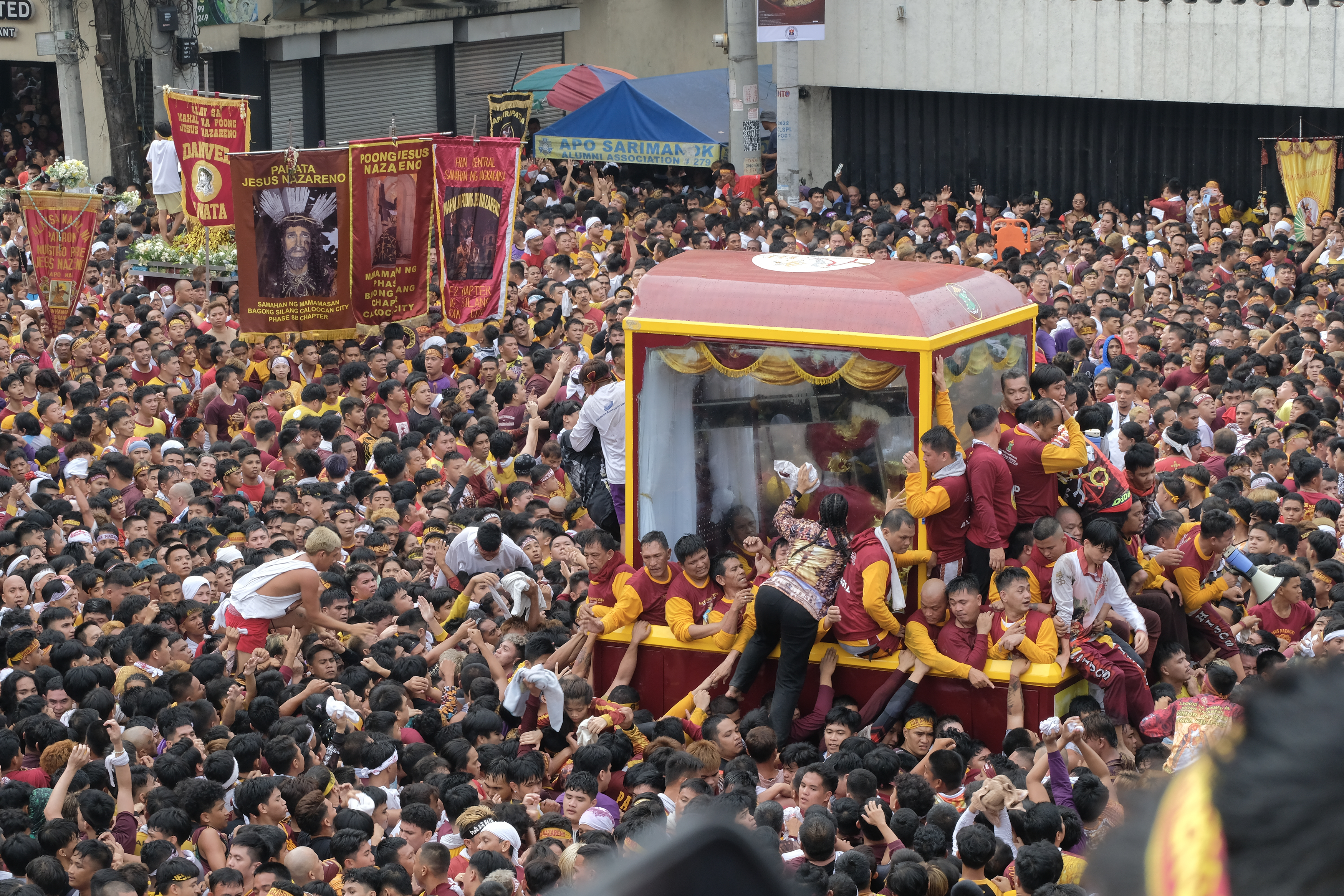
Translación el 2024

No hi ha una imatge única del Crist Negre, sinó que hi ha diverses imatges i rèpliques en diferents combinacions. La base de fusta de la imatge s'anomena peana, mentre que la carrossa que s'utilitza a les processons s'anomena ándas (del castellà andar, "avançar"). El terme ándas es refereix habitualment a les lliteres que es porten a l'espatlla amb les imatges religioses, i es va conservar per al carruatge de la icona, que va substituir els palanquins de plata utilitzats fins a finals del segle xx.